# 好撒馬利亞人法
《好撒馬利亞人法》（英語：Good Samaritan law），在美国和加拿大是给自愿向伤者、病人救助的救助者免除责任的法律，目的在使見義勇為者做好事时没有后顾之忧，不用擔心因过失造成伤亡而遭到追究，从而鼓勵旁觀者對伤、病人士施以幫助。该法律的名称来源于《圣经》中耶稣所做的好撒马利亚人的著名比喻。
在其他國家和地区（例如義大利、日本、法国、西班牙，以及加拿大的魁北克），他們甚至要求公民有义务帮助遭遇困难的人（如聯絡有關部門）(但這也被指屬於「壞撒瑪利亞人法」)，除非这样做会伤害到自身。德國有法例规定「无视提供協助的責任」是违法的，在必要情况下，公民有义务提供急救，如果善意救助造成损害，则提供救助者可以免责。不過考慮到傷重需要固定才能移動患者的情況，在德国就規定，必须先考取紧急救助知识教育，才能获取例如駕照等文件。
英国戴安娜王妃发生死亡车祸后，当时据说有跟踪她的记者被调查是否违反了《好撒马利亚人法》。

## 美国

### 共通處
虽然好撒馬利亞人法的法律细节在联邦和各州有各种各样的司法变化，不過一些特点是共同的：

#### 總則
1. 除非「照應提供」關係（譬如父母孩子或醫生患者關係）在病症或傷害事前存在，或「好撒馬利亞人」對病症或傷害負有責任，否則任何一個人不被要求提供受害者任何援助。
2. 任何急救的提供，不能用以交換任何獎勵或財政報償，作為結果。醫療專家當執行急救是由於與他們的就業相聯時，是不受好撒馬利亞人法保護的法律典型。
3. 如果援助開始，援助者不能離開現場，直到：
  - 召喚需要的醫療協助是必須的。
  - 與援助者相等或更高的訓練到達接管。
  - 繼續提供援助是不安全的（例如在未有足夠的裝備下接觸潛在的疾病）。援助者永遠不應使自己處於危險中幫助其它人。
4. 援助者只要在同樣的訓練水平、於同樣情況下作合理的反應，法律上不需對受害者的傷殘、死亡或毀形負責。

#### 同意
作出回應的人，不應該在未經受害者同意的情況下，強行幫助而使人受傷害。

##### 默許同意
當病人陷入昏迷狀態、受錯覺影響或中毒──或有合理理由相信是這樣──的情況下，則可視為病人已默許回應者的幫助。在法律擬制下，人遇上危難時會願意接受其他人援助（"peril invites rescue"），故法庭宣判時常會較寬容，若病人不被視為成年人（無論病人聲稱如何），當未能聯絡上病人的父母或法定監護人，也可視為病人已默許。

##### 父母同意
若受害人是未成年人（依據各國所訂定之法定成年或該國年齡計算方式之不同，未成年人之定義非單一標準），必須先得到病人的父母或法定監護人的同意。但是，若其父母或法定監護人不在場、陷入昏迷狀態、受錯覺影響或中毒時（如前述情況），也可視為默許同意。但若有虐待兒童的嫌疑，特別的情況也可出現。

### 相異處

#### 適用一般民眾/僅限取得證照者
在一些司法管轄區，好撒馬利亞人法只會保護從美國心脏協會、美國紅十字會、美國安全及健康所（American Safety and Health Institute）或其他健康組織接受基本急救訓練和取得證明的人。在其他司法管轄區，只要回應者的行動合理，都受到此法保障。

## 加拿大
在加拿大，好撒馬利亞人法是属于省司法权，例如：
- 安大略 - 好撒馬利亞人法案
- 艾伯塔 - 紧急医疗救助法案
- 不列颠哥伦比亚 - 好撒馬利亞人法案
- 新斯科舍 - 志愿服务法案

安大略 – 好撒馬利亞人法案给出典型的加拿大法律的例子：
第二部分：保护免受责任：自愿和没有报偿或奖励的期望提供服务不对因于人的疏忽（行动或不行动）的损伤负责, 除非损伤由人的重大过失造成。（2001 年）

同美国相似，大多数省规定公民没有义务对紧急伤病者提供援助。
但魁北克有例外，「义务法案」规定公民有义务对紧急伤病者提供援助，违者有法律责任。魁北克并且是唯一的省會补偿一位好撒馬利亞人遭受的伤害或其它损失。

## 欧洲
义务协助处于危险中的人是近年来起源在法国和比利时的趋向。并扩展到高度均一的欧洲法律之中。根据欧洲大多数国家民法，不协助在紧急状态的个体是一个刑事罪。有趣的是，根据古罗马法典，它却未必要求人对陌生人提供紧急援助。
欧洲好撒馬利亞人法要求每个司机当遇到事故或事件时，并基於安全的情况下，停车和提供援助。

## 中华民国
中華民國目前有類似的法規（刑法、民法、緊急醫療救護法），自2013年（民國102年）《緊急醫療救護法》修法後，已鮮少有非義務下進行救命急救反遭起訴賠償之案例，但仍受法學者及醫療工作者認為其免責定義不夠明確，質疑在司法判決中法官有過多的空間，應可更加完善。
《緊急醫療救護法》第十四條之二：「救護人員以外之人，為免除他人生命之急迫危險，使用緊急救護設備或施予急救措施者，適用《民法》、《刑法》緊急避難免責之規定。救護人員於非值勤期間，前項規定亦適用之。」

《民法》第一百五十條：「因避免自己或他人生命、身體、自由或財產上急迫之危險所為之行為，不負損害賠償之責。但以避免危險所必要，並未逾越危險所能致之損害程度者為限。」

《刑法》第二十四條：「因避免自己或他人生命、身體、自由、財產之緊急危難而出於不得已之行為，不罰。但避難行為過當者，得減輕或免除其刑。」

現代急救術常使用的心肺復甦術、哈姆立克法等，由未經專業訓練者施行時可能造成二度傷害，若善意施救的好人因此反被冤枉時，便得引用上述法條。

## 中華人民共和國
在無全國性法律規定前，在部分地区定已有相关规定，如2015年7月27日北京市14屆人民代表大會常務委員會20次會議審議的「北京市院前醫療急救服務條例（草案）」給予救助者相關保障，2013年8月1日正式生效的《深圳经济特区救助人权益保护规定》，以及2015年11月3日杭州市人大常委审议通过的《杭州市文明行为促进条例》。
2017年10月1日，中国大陸的“好人法”以民法總則第184条形式颁布实施，"因自愿实施紧急救助行为造成受助人损害的，救助人不承担民事责任"。
之后实行的《中华人民共和国民法典》第一百八十四条规定：“因自愿实施紧急救助行为造成受助人损害的，救助人不承担民事责任。”该项法条继承2017年颁布的《中华人民共和国民法总则》同款法条，旨在保护“见义勇为”者的合法权益。

### 香港
在香港地區，好人法暫時未有納入法律條文之中。不過，社會上相關醫療團體及醫護專家關注立法事宜。香港心肺復蘇委員自2013年起積極推動及組織專家及業界探討好人法的議題。好人法立法亦引起傳媒關注。

## 韓國
2000年4月18日，前棒球選手任秀赫沒有獲得應有的急救處置而變成植物人，於韓國國內成為重大的話題。因此韓國國會於2008年5月23日引入善良撒馬利亞人法的旨趣，藉此通過緊急醫療法修正案。2008年7月善良撒馬利亞人法開始施行，在緊急情況下，一般目擊者為了救援實施的應急處置行為免除法律責任。

## 文內注釋
1. ↑  .   [2015-11-03]. （原始内容存档于2016-03-04）.
2. ↑  .   [2013-08-16]. （原始内容存档于2013年8月24日）. （2013年6月28日深圳市第五届人民代表大会常务委员会第二十三次会议通过）《深圳经济特区救助人权益保护规定》经深圳市第五届人民代表大会常务委员会第二十三次会议于2013年6月28日通过，现予公布，自2013年8月1日起施行。
3. ↑  .   [2015-11-03]. （原始内容存档于2016-11-14）.
4. ↑  高洁; 林苗苗; 王丰; 孙飞; 李放. . 中央电视台“央视网”新闻. 新华社. 2017-09-28  [2017-09-30]. （原始内容存档于2017-09-30）.
5. ↑  http://www.hkcna.hk/content/2018/1111/722824.shtml%5B%5D
6. ↑  http://www.rchk.org.hk/photo_album.aspx%5B%5D
7. ↑  .   [2020-04-16]. （原始内容存档于2019-09-13）.

## 外部連結
- 美國各州好撒馬利亞人法的大致內容